# Карло Пінтер
Карлос «Карло» Пінтер (13 жовтня 1910, Прешпорок — 10 грудня 1980) — швейцарсько-угорський футболіст і тренер. З клубом «Болдклуббен 1909» виграв чемпіонат Данії як тренер.

## Кар'єра гравця
У 1930 році Пінтер разом із родиною емігрував із Чехословаччини до Швейцарії, де згодом отримав швейцарське громадянство. Там він почав свою футбольну кар'єру в ФК «Локарно» на початку 1930-х років, з яким він піднявся до національної ліги в 1933 році. У 1935 році перейшов до ФК «Берн». Команда зайняла четверте місце в чемпіонаті, а також грала в півфіналі Кубка Швейцарії 1936 року.
Влітку 1936 року брав участь в Кубку Мітропи. Швейцарські клуби вперше отримали запрошення виступити в турнірі, розпочинали свій шлях в кваліфікаційному раунді і всі четверо представників не змогли пройти далі. «Берн» зустрічався з італійським клубом «Торіно» і без шансів двічі програв 1:4 і 1:7.
З другої половини 1936 року виступав за кордоном. Грав у французькому клубі «Мюлуз» у французькому дивізіоні 1, з яким зайняв останнє місце. По завершенні сезону 1936/37, переїхав на Мальту, щоб приєднатися до «Сліми Вондерерс». В 1939 році повернувся до Швейцарії в клуб «Янг Фелловз», в складі якого встиг зіграти 2 матчі в кінці сезону 1928/39. Пізніше грав за «Кантональ Невшатель», у якому також виконував функції граючого тренера. Потім з 1942 року і до завершення кар'єри в 1945 році виступав за Беллінцону, де також за сумісництвом був тренером.

## Кар'єра тренера
Після закінчення ігрової кар'єри в Беллінцоні, Пінтер зосередився на тренерській роботі. Після його відходу в 1947 році його наступник Ойген Паєр привів команду до чемпіонства Швейцарії. Пінтер очолив «Сьон», а потім повернувся до «Беллінцони» на сезон у 1951 році.
За посередництва свого друга Гези Тольді Пінтер поїхав до Данії в 1952 році і отримав пост тренера в клубі «Болдклуббен 1893». У 1954 році виграв з клубом Кубок Копенгагена, який проводився востаннє перед запровадженням національного кубка Данії. Пізніше повернувся до Швейцарії, де тренував свій колишній клуб «Локарно», потім «Івердон Спорт», «Кантональ Невшатель» та ФК «Ксамакс» (два останні клуби пізніше здійснять злиття і утворять сучасний Ксамакс).
З 1960 року Пінтер повернувся в Данію. Спочатку працював у КБ (Копенгаген), з яким посів друге місце в чемпіонаті у 1960 та 1961 роках. З сезону 1964 року тренував «Болдклуббен 1909», з яким одразу завоював чемпіонський титул. Інтрига в чемпіонаті зберігалась до останнього туру, але перемога 1:0 над колишнім клубом Пінтера та головним конкурентом КБ, принесла команді титул перед рекордним натовпом у 43 400 глядачів на стадіоні в Спортивному парку Копенгагена. Після дев'ятого місця в наступному сезоні він знову повернувся до Беллінцони. З командою дійшов до фіналу Кубка Швейцарії 1968/69, у якому поступився «Санкт-Галлену» з рахунком 0:2 після двох голів Рудольфа Нафцигера. Завершив тренерську кар'єру, але пізніше ненадовго повернувся в команду в сезоні 1969/70 і врятував від вильоту.

## Статистика виступів

### Статистика виступів у Кубку Мітропи
| №                      | Розіграш               | Стадія                 | Дата та місце проведення | Команда 1              | Рахунок | Команда 2 | Голи |
| ---------------------- | ---------------------- | ---------------------- | ------------------------ | ---------------------- | ------- | --------- | ---- |
| 1                      | 1936                   | кв. раунд              | 07.06.1936 Берн          | Берн                   | 1:4     | Торіно    |      |
| 2                      | 1936                   | кв. раунд              | 14.06.1936 Турин         | Торіно                 | 7:1     | Берн      |      |
| Всього в Кубку Мітропи | Всього в Кубку Мітропи | Всього в Кубку Мітропи | Всього в Кубку Мітропи   | Всього в Кубку Мітропи | 2       |           | 0    |

## Титули і досягнення
Як гравця
- Чемпіон Мальти (2):

«Сліма Вондерерс»: 1938, 1939
- Володар Кубка Кассара (2):

«Сліма Вондерерс»: 1938, 1939
Як тренера
- Чемпіон Данії (1):

«Болдклуббен 1909»: 1964